# NGC 2000
NGC 2000 is een open sterrenhoop in de Grote Magelhaense Wolk in het sterrenbeeld Tafelberg. Het hemelobject werd op 8 februari 1836 ontdekt door de Britse astronoom John Herschel.

## Synoniemen
- ESO 56-SC135